# Salomons Ring
Salomons Ring er en britisk fantasy-roman og prequel til Bartimæus-trilogien. Den er skrevet af Jonathan Stroud og udgivet i 2010.
Bogen følger Bartimæus og hans service hos kong Salomon. Den foregår i en fantasy-verison af oldtidens Jerusalem under den bibelske kong Salomon omkring år 950 f.v.t.

## Modtagelse
Bogen blev positivt modtaget og blev rost for sine komplekse karkaterer. Den modtog desuden en række priser og nomineringer:
- Costa Children's Book Award - nomineret (2010)[3]
- Der Leserpreis (2010)
- American Library Association's Amazing Audiobooks for Young Adults (2012)[4]